# Stuart Townsend
Stuart Townsend (Howth, 15 december 1972) is een Iers acteur. Hij maakte in 1996 zijn filmdebuut als Dermot in het Britse Trojan Eddie. Sindsdien speelde hij onder meer de literaire personages Lestat de Lioncourt in Queen of the Damned en Dorian Gray in The League of Extraordinary Gentlemen.
Townsend is de zoon van voormalig professioneel golfer Peter Townsend, die in 1969 en 1971 voor Europa speelde in de Ryder Cup. Hij had van 2002 tot 2010 een relatie met actrice Charlize Theron, met wie hij destijds samen woonde in Los Angeles. Zij beschouwden zichzelf als een getrouwd stel, hoewel ze dit officieel niet waren. Theron wilde de officiële ceremonie niet doorlopen voordat ook homoseksuelen in de Verenigde Staten het recht krijgen om met elkaar te trouwen.
Townsend ontmoette Theron tijdens de opnames van Trapped. Sindsdien waren ze ook samen te zien in Head in the Clouds (2004) en Æon Flux (2005). 
Townsend was door filmregisseur Peter Jackson aangewezen om de rol van Aragorn op zich te nemen in de Lord of The Rings trilogie. Twee dagen nadat de filmproductie van start was gegaan werd Townsend naar huis gestuurd en vervangen door Viggo Mortensen.

## Regisseur
Townsend debuteerde in 2007 als regisseur met het op een waargebeurd verhaal gebaseerde Battle in Seattle, dat hij tevens zelf schreef en produceerde. Hierin regisseert hij onder andere zijn ex-partner Theron.

## Filmografie
*Exclusief televisiefilms
| - Chaos Theory (2007) - Æon Flux (2005) - The Best Man (2005) - Head in the Clouds (2004) - The League of Extraordinary Gentlemen (2003) - Shade (2003) - Trapped (2002) - Queen of the Damned (2002) - About Adam (2000) | - Mauvaise passe (1999, aka The Wrong Blonde) - The Venice Project (1999) - Wonderland (1999) - Simon Magus (1999) - Resurrection Man (1998) - Under the Skin (1997) - Shooting Fish (1997) - Trojan Eddie (1996) |

## Televisieseries
*Exclusief eenmalige gastrollen
- Robot Chicken - Aankondiger (2005-2009, vier afleveringen)
- Night Stalker - Carl Kolchak (2005-2006, tien afleveringen)

- Biblioteca Nacional de España: XX1363509
- Bibliothèque nationale de France: cb140443308 (data)
- Gemeinsame Normdatei: 142105627
- International Standard Name Identifier: 0000 0001 1488 1572
- Library of Congress Control Number: n99013183
- Nationale Bibliotheek van Tsjechië: xx0160791
- Nationale Bibliotheek van Israël: 987007436983005171
- Nederlandse Thesaurus van Auteursnamen: 180640313
- Système universitaire de documentation: 133635805
- Virtual International Authority File: 14974082
- WorldCat: E39PBJmHFcQCMByVRmrtVBYdcP